# Хандохін Олександр Дмитрович
Олександр Дмитрович Хандохін (рос. Александр Дмитриевич Хандохин; нар. 22 липня 1972, Гур'єв, Казахська РСР — пом. 1 серпня 2011) — радянський та російський футболіст та футзаліст, півзахисник. Відомий своїми виступами за югорський клуб «ТТГ-Ява».

## Життєпис
Виріс у казахстанському місті Гур'єв (нині Атирау). У шкільні роки, мріючи стати футболістом, написав лист у «Радянський спорт», в результаті чого отримав запрошення з Москви і поїхав займатися в спортивну школу «Трудові резерви». Дебютував у футболі за команду «Червона Пресня». Однак незабаром змушений був залишити футбол для служби в армії.
Відслуживши, Хандохін став гравцем футзального клубу «Полігран». За декілька років, проведених в цій команді, став володарем трофеїв як на внутрішній (чемпіонат Росії 1993, 1995), так і на міжнародній арені і грав за футзальну збірну Росії на чемпіонаті світу 1994 року.
У 1995 році Хандохіна, Хамідуліна і Безгляднова запросив в югорський футзальний клуб «ТТГ-Ява» Євген Подгарбунський. Олександр провів в його складі шість сезонів і впродовж цього часу залишався одним з лідерів югорскої команди. Тричі з нею вигравав бронзові медалі чемпіонату, дійшов до фіналу Кубка Росії 1996 року. Однак, отримавши влітку 2001 року запрошення від московського «Спартака», Хандохін залишив Югорськ.
У перших 6 матчах сезону 2001/02 років Хандохін забив 7 м'ячів та був одним з лідерів «Спартака». Відзначився і в наступному матчі проти московської «Діни». Однак за декілька секунд до фінальної сирени, Хандохін, який намагався здобути для своєї команди перемогу, отримав у штрафному суперника травму, яка поставила хрест на його подальшій кар'єрі.
Олександр залишився в «Спартаку» на посаді тренера. Після розформування команди очолив узбекистанський «Будівельник», а також у сезоні 2006/07 років очолював алматинский «Ансар».
Помер 1 серпня 2011 року на 40-му році життя. Причину смерті не оприлюднювали.